# Henri Lubatti
Henri Lubatti (* in Seattle, Washington) ist ein US-amerikanisch-französischer Theater- und Filmschauspieler sowie Synchronsprecher.

## Leben
Lubatti wurde in Seattle als Sohn von Catherine Lubatti und Henri Lubatti Sr. geboren. Seine Mutter ist französischer Abstammung und arbeitet in einem Reisebüro, sein Vater ist Professor für Physik und italienischer Herkunft. Daher spricht er auch neben Englisch fließend Französisch und Italienisch. Er besuchte die Roosevelt High School. Nach seinem Abschluss an der University of Washington schloss er sich der Theatergemeinschaft in Seattle an. Sein Filmdebüt gab er 1997 im Film Steve Prefontaine – Der Langstreckenläufer. Ende der 1990er Jahre folgten Episodenrollen in den Fernsehserien Akte X – Die unheimlichen Fälle des FBI, Millennium – Fürchte deinen Nächsten wie Dich selbst und Seven Days – Das Tor zur Zeit. 1999 zog er nach Los Angeles und erhielt im selben Jahr größere Serienrollen in Zugfahrt ins Jenseits als Henry Bradshaw und Felicity als David Sherman.
2002 war Lubatti in der Fernsehserie 24 in vier Episoden in der Rolle des Jovan Myovic zu sehen. Von 2005 bis 2006 verkörperte er in insgesamt 18 Episoden der Fernsehserie Sleeper Cell die Rolle des Ilija Korjenic. Weitere größere Serienrollen hatte er 2007 in O.C., California als Henri-Michel de Momourant von 2011 bis 2012 als Slivitch in der Serie Grimm, 2012 in vier Episoden der Fernsehserie True Blood als Nigel Beckford und 2015 als Gaspard Alves in Zoo sowie 2016 als Skunk in Scorpion.
Als Synchronsprecher war er unter anderen in den Videospielen Star Trek: Away Team, Call of Duty 3 und Mafia: Definitive Edition. Seit 2019 leiht er verschiedenen Figuren in der Animationsserie T.O.T.S. – Tiny Ones Transport Service seine Stimme. Er gehört zum Ensemble der The Antaeus Company und wirkte in Stücken der Theater L.A. Theatre Works und des Mark Taper Forum in Los Angeles, The Globe Theatre in San Diego und der South Coast Repertory in Costa Mesa.

## Filmografie
- 1997: Steve Prefontaine: Der Langstreckenläufer (Prefontaine)
- 1998: Akte X – Die unheimlichen Fälle des FBI (The X-Files, Fernsehserie, Episode 5x16 Das innere Auge)
- 1998: Millennium – Fürchte deinen Nächsten wie Dich selbst (Millennium, Fernsehserie, Episode 2x20 Namenlos)
- 1998: Breaking Out – Gegen alle Regeln (Around the Fire)
- 1998: Nowheresville
- 1999: Seven Days – Das Tor zur Zeit (Seven Days, Fernsehserie, Episode 1x14)
- 1999: Zugfahrt ins Jenseits (Atomic Train, Miniserie, 2 Episoden)
- 1999: Felicity (Fernsehserie, 5 Episoden)
- 2000: Angel – Jäger der Finsternis (Angel, Fernsehserie, Episode 1x15 Vaterliebe)
- 2000: Eine zum Sterben schöne Geschichte (Murder, She Wrote: A Story to Die For, Fernsehfilm)
- 2000: V.I.P. – Die Bodyguards (V.I.P., Fernsehserie, Episode 3x08)
- 2001: Strong Medicine: Zwei Ärztinnen wie Feuer und Eis (Strong Medicine, Fernsehserie, Episode 1x19)
- 2001: Emergency Room – Die Notaufnahme (ER, Fernsehserie, Episode 7x20 Auf eigenen Wunsch)
- 2001: Practice – Die Anwälte (The Practice, Fernsehserie, Episode 5x22 Abschied von Richard)
- 2001: Last Ride
- 2001: Star Trek: Enterprise (Fernsehserie, Episode 1x04 Geistergeschichten)
- 2002: 24 (Fernsehserie, 4 Episoden)
- 2002: Chaos City (Spin City, Fernsehserie, Episode 6x20)
- 2002: Dark Angel (Fernsehserie, Episode 2x20 Die Abtrünnige)
- 2002: Providence (Fernsehserie, Episode 5x05)
- 2003: Polizeibericht Los Angeles (Dragnet, Fernsehserie, Episode 1x07)
- 2004: General Hospital (Fernsehserie, Episode 10566)
- 2004: CSI: Vegas (CSI: Crime Scene Investigation, Fernsehserie, Episode 5x05 Partnertausch)
- 2004: Medical Investigation (Fernsehserie, Episode 1x11)
- 2004: Dr. House (House, Fernsehserie, Episode 1x07 Fremd- und nicht gut gegangen)
- 2005: My Big Fat Independent Movie
- 2005: The Inside (Fernsehserie, Episode 1x01)
- 2005–2006: Sleeper Cell (Fernsehserie, 18 Episoden)
- 2006: E-Ring – Military Minds (E-Ring, Fernsehserie, Episode 1x20)
- 2007: O.C., California (The O.C., Fernsehserie, 2 Episoden)
- 2007: The Unit – Eine Frage der Ehre (The Unit, Fernsehserie, Episode 2x19 Tief im Dschungel)
- 2007: Standoff (Fernsehserie, Episode 1x18)
- 2007: CSI: Miami (Fernsehserie, Episode 6x10 CSI: Meine Nanny)
- 2008: Life (Fernsehserie, Episode 2x04 Das Experiment)
- 2008: Eleventh Hour – Einsatz in letzter Sekunde (Eleventh Hour, Fernsehserie, Episode 1x05)
- 2008: Numbers – Die Logik des Verbrechens (NUMB3RS, Fernsehserie, Episode 5x06 Tödliche Illusion)
- 2009: Dark Blue (Fernsehserie, Episode 1x03)
- 2009: Monk (Fernsehserie, Episode 8x02 Mr. Monk und der Fremde)
- 2009: La Premiere (Kurzfilm)
- 2009: Death Takes a Breather (Kurzfilm)
- 2010: Navy CIS: L.A. (NCIS: Los Angeles, Fernsehserie, Episode 1x11 Durch die Wand)
- 2010: Neverland (Kurzfilm)
- 2010: Bones – Die Knochenjägerin (Bones, Fernsehserie, Episode 5x14 Der Teufel steckt im Detail)
- 2010: Chuck (Fernsehserie, Episode 3x07 Chuck gegen die Maske)
- 2010: The Good Guys (Fernsehserie, Episode 1x10)
- 2010: Undercovers (Fernsehserie, Episode 1x10)
- 2011: Big Mama’s Haus – Die doppelte Portion (Big Mommas: Like Father, Like Son)
- 2011: Law & Order: LA (Fernsehserie, Episode 1x15 Auf der Suche)
- 2011: Burn Notice (Fernsehserie, Episode 5x08 Unter Söldnern)
- 2011: Supernatural (Fernsehserie, Episode 7x10 An der Schwelle)
- 2011–2012: Grimm (Fernsehserie, 2 Episoden)
- 2012: Ringer (Fernsehserie, Episode 1x15)
- 2012: True Blood (Fernsehserie, 4 Episoden)
- 2013: Longmire (Fernsehserie, Episode 2x03)
- 2014: Person of Interest (Fernsehserie, Episode 3x14 Provenienz)
- 2014: Unknown Caller
- 2014: Once Upon a Time – Es war einmal … (Once Upon a Time, Fernsehserie, Episode 3x15 Wo Lumière ist, ist auch Schatten)
- 2014: Elementary (Fernsehserie, 2 Episoden)
- 2014: Heart (Kurzfilm)
- 2014: Murder in the First (Fernsehserie, Episode 1x01)
- 2014: Godsdotcom (Kurzfilm)
- 2015: Hawaii Five-0 (Fernsehserie, Episode 5x11 Das Meisterwerk)
- 2015: The Mentalist (Fernsehserie, Episode 7x13 Weiße Orchideen)
- 2015: Battle Creek (Fernsehserie, Episode 1x06 Schießbudenfigur)
- 2015: Salem (Fernsehserie, Episode 2x01 Der Hexenkrieg beginnt)
- 2015: Zoo (Fernsehserie, 3 Episoden)
- 2016: Second Chance (Fernsehserie, Episode 1x04)
- 2016: Scorpion (Fernsehserie, 2 Episoden)
- 2017: The Blacklist (Fernsehserie, Episode 4x13 Isabella Stone (Nr. 34))
- 2017: Ryan Hansen Solves Crimes on Television (Fernsehserie, Episode 1x06)
- 2017: Navy CIS (NCIS, Fernsehserie, Episode 15x09 Johnny und Morgan)
- 2018: Timeless (Fernsehserie, Episode 2x04 Hexenjagd in Salem)
- 2019–2020: Adventures in Odyssey (Fernsehserie, 2 Episoden, Stimme von Ron Perkins)
- 2019–2022: T.O.T.S. (Fernsehserie, 50 Episoden)
- 2022: The Orville (Fernsehserie, Episode 3x06, Stimme von Kaylon)
- 2022: Barbie: Es braucht zwei (Barbie: It Takes Two, Fernsehserie, 3 Episoden)
- 2023: The Rookie (Fernsehserie, Episode 5x19 Die Welt hat ein Loch)
- seit 2023: Waustelle – Alle Pfoten packen an (Pupstruction, Fernsehserie)
- seit 2024: Gremlins – Secrets of the Mogwai (Fernsehserie, Stimme von McDouglas)

## Synchronisationen (Auswahl)
- 2001: Star Trek: Away Team (Videospiel)
- 2006: Call of Duty 3 (Videospiel)
- 2020: Mafia: Definitive Edition (Videospiel)
- seit 2019: T.O.T.S. – Tiny Ones Transport Service (Animationsserie, verschiedene Rollen)

## Theater (Auswahl)
- 2005: The Bottom Line, Regie: Jonathan Lynn, Antaeus Theatre Company
- 2006: The Menaechmus Twins, Deaf West Theatre
- 2006: The Rear Column, Deaf West Theatre
- 2007: Hamlet, South Coast Repertory Segerstrom Stage
- 2008: Zastrozzi, Deaf West Theatre
- 2008: The Glass Menagerie, Deaf West Theatre
- 2008: The School of Night, Mark Taper Forum
- 2009: Cousin Bette, Regie: Jeffrey Hatcher, Antaeus Theatre Company
- 2011: The School for Scandal, The Magnin Auditorium at the Skirball Cultural Center
- 2011: The Wood Demon, The Antaeus Company
- 2016: Angels in America: Millennium Approaches, A Noise Within
- 2017: Les Liaisons Dangereuses, Regie: Robin Larsen, Antaeus Theatre Company
- 2018: Heartbreak House, Regie: Nike Doukas, Antaeus Theatre Company